# Vela nos Jogos Olímpicos de Verão de 1936 - 8 Metre
As provas da classe 8 Metre da vela nos Jogos Olímpicos de Verão de 1936 ocorreram entre 4 e 12 de agosto daquele ano no Fiorde de Kiel, na costa do Norte da Alemanha face ao mar Báltico. O programa compunha oito regatas, além de uma de desempate. Para esta classe, houve 60 velejadores, em 10 barcos, de 10 nações inscritas.

## Medalhistas
O grupo italiano Giovanni Reggio, Bruno Bianchi, Luigi De Manincor, Domenico Mordini, Enrico Poggi e Luigi Poggi finalizou a competição em primeiro lugar, conquistando a medalha de ouro. A prata firmou-se com os noruegueses Olaf Ditlev-Simonsen, John Ditlev-Simonsen, Hans Struksnæs, Lauritz Schmidt, Jacob Thams e Nordahl Wallem. Por fim, a medalha de bronze ficou com a equipe alemã Hans Howaldt, Fritz Bischoff, Alfried Krupp von Bohlen und Halbach, Eduard Mohr, Felix Scheder-Bieschin e Otto Wachs.
|  | ITA Itália                                                                                |  | NOR Noruega                                                                                         |  | GER Alemanha                                                                                                   |
|  | Giovanni Reggio Bruno Bianchi Luigi De Manincor Domenico Mordini Enrico Poggi Luigi Poggi |  | Olaf Ditlev-Simonsen John Ditlev-Simonsen Hans Struksnæs Lauritz Schmidt Jacob Thams Nordahl Wallem |  | Hans Howaldt Fritz Bischoff Alfried Krupp von Bohlen und Halbach Eduard Mohr Felix Scheder-Bieschin Otto Wachs |

## Resultados
Estes foram os resultados da competição:
|                   | Nação              | Tripulação | Embarcação   | Regata I | Regata I | Regata II | Regata II | Regata III | Regata III | Regata IV | Regata IV | Regata V | Regata V | Regata VI | Regata VI | Regata VII | Regata VII | Tie | Total |
| Pts.              | Nação              | Tripulação | Embarcação   | Pos.     | Pts.     | Pos.      | Pts.      | Pos.       | Pts.       | Pos.      | Pts.      | Pos.     | Pts.     | Pos.      | Pts.      | Pos.       |            | Tie | Total |
| ----------------- | ------------------ | --- | ------------ | -------- | -------- | --------- | --------- | ---------- | ---------- | --------- | --------- | -------- | -------- | --------- | --------- | ---------- | ---------- | --- | ----- |
| Medalha de ouro   | ITA Itália         | Giovanni Reggio Bruno Bianchi Luigi De Manincor Domenico Mordini Enrico Poggi Luigi Poggi                            | Italia       | 9        | 2        | 6         | 5         | 5          | 6          | 10        | 1         | 8        | 3        | 8         | 3         | 9          | 2          |     | 55    |
| Medalha de prata  | NOR Noruega        | Olaf Ditlev-Simonsen John Ditlev-Simonsen Hans Struksnæs Lauritz Schmidt Jacob Thams Nordahl Wallem                  | Silja        | 8        | 3        | 10        | 1         | 9          | 2          | 5         | 6         | 6        | 5        | 7         | 4         | 8          | 3          | 1   | 53    |
| Medalha de bronze | GER Alemanha       | Hans Howaldt Fritz Bischoff Alfried Krupp von Bohlen und Halbach Eduard Mohr Felix Scheder-Bieschin Otto Wachs       | Germania III | 5        | 6        | 9         | 2         | 7          | 4          | 7         | 4         | 10       | 1        | 10        | 1         | 5          | 6          | 2   | 53    |
| 4                 | SWE Suécia         | Tore Holm Marcus Wallenberg Wilhelm Moberg Detlov von Braun Per Gedda Bo Westerberg                                  | Ilderim      | 10       | 1        | 8         | 3         | 10         | 1          | 8         | 3         | 5        | 6        | 0         | DSQ       | 10         | 1          |     | 51    |
| 5                 | FIN Finlândia      | Gunnar Grönblom Hilding Silander Oscar Sumelius Olof Wallin Sven Grönblom Walter Kjellberg                           | Cheerio      | 6        | 5        | 5         | 6         | 8          | 3          | 4         | 7         | 7        | 4        | 0         | DSQ       | 7          | 4          |     | 37    |
| 6                 | GBR Grã-Bretanha   | Kenneth Preston Robert Steele Joseph Compton John Eddy Beryl Preston Francis Preston                                 | Saskia       | 7        | 4        | 7         | 4         | 6          | 5          | 6         | 5         | 2        | 9        | 6         | 5         | 2          | 9          |     | 36    |
| 7                 | ARG Argentina      | Rufino Rodríguez de la Torre Mario Ortíz Luis Domingo Aguirre Hipólito Gil Rafael Ernesto Iglesias Guillermo Peralta | Matrero II   | 3        | 8        | 4         | 7         | 4          | 7          | 2         | 9         | 3        | 8        | 5         | 6         | 4          | 7          |     | 25    |
| 8                 | DEN Dinamarca      | Niels Wal Hansen Hans Tholstrup Otto Gunnar Danielsen Carl Berntsen Vagn Kastrup Niels Schibbye                      | Anitra       | 2        | 9        | 1         | 10        | 1          | 10         | 9         | 2         | 9        | 2        | 0         | DSQ       | 0          | DNS        |     | 22    |
| 9                 | FRA França         | Pierre Arbaut Pierre Gaudermen Rémi Schelcher Charles Gaulthier Henri Bachet Ernest Granier                          | EA II        | 1        | 10       | 2         | 9         | 2          | 9          | 0         | DSQ       | 4        | 7        | 9         | 2         | 3          | 8          |     | 21    |
| 10                | USA Estados Unidos | Owen Churchill Robert Sutton Carl Dorsey William Keane Frederick Shick Antonia Churchill                             | Angelita     | 4        | 7        | 3         | 8         | 3          | 8          | 3         | 8         | 1        | 10       | 0         | DSQ       | 6          | 5          |     | 20    |

### Classificação diária

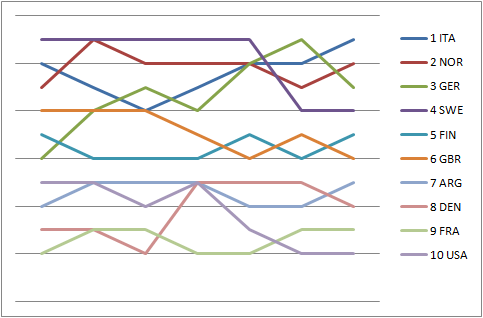
Gráfico mostrando a classificação diária na classe.